# Volley Bergamo 2000-2001
Questa voce raccoglie le informazioni riguardanti il Volley Bergamo nelle competizioni ufficiali della stagione 2000-2001.

## Organigramma societario
Area direttiva
- Presidente: Luciano Bonetti

Area tecnica
- Allenatore: Giuseppe Cuccarini
- Allenatore in seconda: Alessandro Chiappini

Area sanitaria
- Medico: Attilio Bernini, Fabrizio Caroli

## Rosa
| N° | Nome                     | Ruolo | Data di nascita   | Nazionalità sportiva |
| -- | ------------------------ | ----- | ----------------- | -------------------- |
| 1  | Giorgia Baldelli         | S     | 10 marzo 1985     | Italia               |
| 1  | Brigitte Soucy           | S     | 11 ottobre 1972   | Canada               |
| 2  | Anna Voeikova            | L     | 27 dicembre 1974  | Russia               |
| 3  | Anna Vania Mello         | C     | 27 febbraio 1979  | Italia               |
| 4  | Elena Drozina            | P     | 15 giugno 1978    | Italia               |
| 5  | Gabriela Pérez del Solar | C     | 10 luglio 1968    | Italia               |
| 7  | Maurizia Cacciatori      | P     | 6 aprile 1973     | Italia               |
| 8  | Simona Rinieri           | S     | 1º settembre 1977 | Italia               |
| 9  | Elisa Galastri           | C     | 21 agosto 1978    | Italia               |
| 10 | Antonina Zetova          | O     | 17 settembre 1973 | Bulgaria             |
| 12 | Francesca Piccinini      | S     | 10 gennaio 1979   | Italia               |